# Kramstatjärnen
Kramstatjärnen är en sjö i Ljusdals kommun i Hälsingland och ingår i Ljusnans huvudavrinningsområde. Sjön är 5 meter djup, har en yta på 0,051 kvadratkilometer och är belägen 261 meter över havet.